# خفاش صورت میمونی فیجی
خفاش صورت میمونی فیجی (نام علمی: Mirimiri acrodonta) نام یک گونه از تیره خفاش میوه‌خوار است.
این گونه بوم‌زاد فیجی می‌باشد. این حیوان در جنگل‌های ابری و کوهستان‌های بلند جزیره تاونوی یافت‌می‌شود. این خفاش به علت تخریب زیستگاه یک گونه در معرض انقراض است.